# 望月秋羅
望月 秋羅（もちづき しゅうら、1920年5月1日 -2017年5月11日 ）は、日本の書道家。静岡県出身。竹峰流創始者。師範。
イオンド大学名誉教授、オーストリア宮廷芸術会員、フランスドラビエ芸術認定作家、ハプスブルク友好教会宮廷芸術会員、タイ国立シラパコーン大学名誉教授。

## 人物
若い頃から短歌と書に親しみ、山野をめぐり自然とふれ合う。54歳の頃、経営する鉄工所が倒産。60歳のころ短歌の会で行った千葉県の山中に、絡み付くようにあった変形の竹の根を持ち帰り、大工仕事に使う墨壷をヒントに根を焼いて油を抜いた竹の筆で、竹峰流を創設。技法の確立と、技術の向上に努める。近年では、斬新さ・格調の高さ・芸術性の高さから世界的に認められ、ヨーロッパ諸国で高い評価を受ける。2011年、神奈川県足柄下郡真鶴町真鶴の岬の突端にあった画廊喫茶を閉店し、神奈川県南足柄市に画廊を移転し活動。2017年5月11日、老衰により死去（享年97）。

## 経歴
1994年
- 神奈川県小田原市国府津公民公官合同展

1995年
- 小田原市ビブレにて個展

1996年
- 小田原市ビブレにて個展

1997年
- 神奈川県南足柄市かじやの美術館にて個展

1998年
- 東海道五十三次400年記念代表作家
- ハンガリー国際連盟議員議長賞 受賞
- オーストリア特別審査員特別賞、宮廷芸術名誉市民
- フランス、ドラビエ芸術認定作家

1999年
- ハプスブルク友好協会宮廷芸術会員

2000年
- 日泰華合同展 芸術大賞 受賞
- 日仏芸術20世紀展 芸術世界賞 受賞

2000年
- 日本エイズチャリティー美術展 優秀芸術大賞 受賞
- STOP AIDS芸術功労賞 受賞
- フランス現代と伝統展 現代と伝統賞 受賞
- Kunstkammerチェコ日本現代美術の新世紀展
- ココシェカ『ノスタルジア賞』賞 受賞

2002年
- オランダ、ロッテルダム市名誉作家認定
- オランダ商工会議所書 受賞
- オランダ、セントラウレンス協会賞 受賞
- 長野県安雲野にて個展（NHK放映）

2003年
- art magazine墨芸秀麗賞 受賞
- 平成芸術栄誉賞 受賞
- 三人展（絵画・陶器・書）
- 大ルーヴル宮栄光賞 受賞
- ハプスブルク宮廷記念文化双鷲賞 受賞
- 京都無限展

2004年
- 米国サンディエゴ市個展
- 茅ヶ崎 ギャラリー木の葉 二人展
- 平塚 臼井ギャラリー 竹峰流書道展
- 安雲野穂高駅前ギャラリー展示会

2005年
- 箱根湯本ギャラリー風知草 二人展
- イオンド大学 名誉博士号受領（芸術学）
- ウクライナ大学 講習

2006年
- 小田原個展講習会
- タイ国シラパコーン大学、世界芸術文化交流アカデミー 名誉教授任官